# Ernesto Alejandro de Ligné y Croy
Ernesto Alejandro de Ligné y Croy, Príncipe de Chimay foi Vice-rei de Navarra. Exerceu o vice-reinado de Navarra entre 1685 e 1686. Antes dele o cargo foi exercido por Henrique Benavides. Seguiu-se-lhe  Alejandro de Bournonville.